# رسم الحمام ميري
رسم الحمام ميري قرية سوريّة تتبع إداريّاً لمحافظة حلب منطقة منبج ناحية خفسة، بلغ تعداد سكانها (666) نسمة حسب التعداد السكاني لعام 2004.